# Santa Rosa, Kalifornija
Santa Rosa je grad u američkoj saveznoj državi Kaliforniji, u okrugu Sonoma. Prema službenoj procjeni iz 2009. godine ima 161.496 stanovnika.
Osnovana 1868. godine, spada u starije gradove u Kaliforniji. Nalazi se 30-ak km od pacifičke obale, 110 km zapadno od Sacramenta i 80 km sjeverno od San Francisca. Najveći je grad kalifornijskog Wine Countryja, regije u kojoj se uzgajaju svjetski poznate sorte grožđa, kao i peti po veličini grad zaljevskog područja San Francisca, iza San Josea, San Francisca, Oaklanda i Fremonta.
Prvi europski naseljenici bili su španjolska obitelj Carillo, koja je tijekom 1830-ih izgradila posjed na mjestu današnjeg gradskog centra.

## Gradovi prijatelji
- Čerkasi, Ukrajina
- Jeju, Južna Koreja
- Los Mochis, Meksiko

## Vanjske poveznice
- Službena stranica  Arhivirana inačica izvorne stranice od 1. siječnja 2008. (Wayback Machine) (engl.)

### Ostali projekti
|  | Zajednički poslužitelj ima još gradiva o temi Santa Rosa, Kalifornija |